# Dansmuggen
Dansmuggen (Chironomidae), ook wel vedermuggen genoemd, vormen een familie van muggen die over de hele wereld voorkomen. Zelfs op Antarctica leven dansmuggen. Ze dienen niet te worden verward met de dansvliegen (Empididae).

## Kenmerken
Dansmuggen behoren niet tot de bloedzuigende muggen die mens en dier plagen; dat zijn onder andere de steekmuggen (Culicidae). Dansmuggen zijn onschuldige insecten die over het algemeen makkelijk van steekmuggen zijn te onderscheiden door de grotere en witte vleugels die als een afdakje op de rug worden gevouwen in rust, in plaats van doorzichtig en recht achter de rug gevouwen zoals bij veel steekmuggen. De twee grote, veer-achtige uitsteeksels op de kop verklaren de naam vedermug, met name bij het mannetje die hiermee feromonen van een vrouwtje waar kan nemen. Ze hebben een lichtbruin tot groen lichaam. De meeste dansmuggen worden ongeveer 10 millimeter lang.

## Larve
De larve van veel soorten staat bekend als de rode muggenlarve of bloedworm vanwege de bloedrode kleur, hoewel het lichaam doorzichtig is. Het is een worm-achtige, duidelijk gesegmenteerde larve met kleine achterpootjes en twee borstelige monddelen. Omdat een rode kleur opvalt en diverse vissen er dol op zijn, leeft de larve in de modderlaag of tussen onderwaterplanten van wateren. Soms maakt de larve kronkelende bewegingen om meer zuurstofrijk water naar de bodemoppervlakte te brengen. Om meer zuurstof op te kunnen nemen zit het lichaam vol met het roodkleurige en zuurstofbindende stof hemoglobine. Dit eiwit zit ook in menselijk bloed en dient ook bij mensen om zuurstof te binden. Dansmuggen zijn hiermee een grote uitzondering onder de insecten, die vrijwel allemaal door middel van een tracheeënstelsel ademenhalen.
De rode muggenlarve is op diverse terreinen een begrip. Ten eerste is het een zeer veel gebruikt voedseldier voor allerlei vissen, amfibieën en andere aquatische diersoorten. Ook in vijvers kunnen rode muggenlarven gevoerd worden als vissenvoer, vooral baarsachtigen eten ze veel. In de hengelsport heeft dit dier een deftige naam; vers de vase. Het is bij sommige viswedstrijden verboden deze larven te voeren vanwege de opvallende kleur.

## Taxonomie
De volgende taxa zijn bij de familie ingedeeld:Onvolledig
- Geslacht Abiskomyia Edwards, 1937[1]
- Onderfamilie Aphroteniinae
- Onderfamilie Buchonomyiinae
- Onderfamilie Chilenomyiinae
- Onderfamilie Chironominae
- Onderfamilie Diamesinae
- Onderfamilie Orthocladiinae
  - Geslachtengroep Corynoneurini
  - Geslachtengroep Metriocnemini
  - Geslachtengroep Orthocladiini
    - Geslacht Aagaardia Saether, 2000[2]
    - Geslacht Brillia
    - Geslacht Cardiocladius
    - Geslacht Cricotopus
    - Geslacht Eukiefferiella
    - Geslacht Nanocladius
    - Geslacht Orthocladius
    - Geslacht Plecopteracoluthus
    - Geslacht Rheocricotopus
- Onderfamilie Podonominae
- Onderfamilie Prodiamesinae
- Onderfamilie Tanypodinae
  - Geslachtengroep Pentaneurini
    - Geslacht Ablabesmyia
- Onderfamilie Telmatogetoninae
- Onderfamilie Usambaromyiinae
- Onderfamilie  † Aenneinae

## Soorten
De weinige soorten met een andere naam dan een wetenschappelijke worden vaak gewoon dans- of vedermug genoemd, ook de bekendere soorten Chironomus attenuatus (in Amerika) en  Chironomus plumosus (onder andere in Europa, Nederland en België). Wereldwijd zijn minimaal 7054 soorten beschreven, waarvan 447 in Nederland.

## Geslachten
De geslachten staan hieronder vermeld met het (globaal) aantal soorten tussen haakjes.
- Aagaardia Saether, 2000 (5)
- Abiskomyia Edwards, 1937 (2)
- Ablabesmyia Johannsen, 1905 (23)
- Acamptocladius (3)
- Acricotopus (2)
- Alotanypus (2)
- Allocladius (5)
- Anatopynia (1)
- Antillocladius (2)
- Apedilum (2)
- Apometriocnemus (2)
- Apsectrotanypus (3)
- Arctodiamesa (1)
- Arctopelopia (4)
- Arctosmittia (1)
- Asheum (1)
- Axarus (6)
- Baeoctenus (1)
- Baeotendipes (1)
- Bavarismittia (1)
- Beardius (1)
- Beckidia (2)
- Belgica (1)
- Benthalia (2)
- Bethbilbeckia (1)
- Bilyjomyia (3)
- Boreochlus (4)
- Boreoheptagyia (8)
- Boreosmittia (2)
- Brillia (8)
- Brundiniella (1)
- Bryophaenocladius (42)
- Buchonomyia (1)
- Camptocladius (1)
- Cantopelopia (1)
- Carbochironomus (1)
- Cardiocladius (8)
- Cladopelma (13)
- Cladotanytarsus (28)
- Clinotanypus (6)
- Clunio (6)
- Coelotanypus (5)
- Compteromesa (1)
- Compterosmittia (2)
- Conchapelopia (18)
- Constempellina (1)
- Corynocera (2)
- Corynoneura (23)
- Corynoneurella (1)
- Cricotopus (96)
- Cryptochironomus (22)
- Cryptotendipes (10)
- Cyphomella (4)
- Chaetocladius (32)
- Chasmatonotus (8)
- Chernovskiia (3)
- Demeijerea (5)
- Demicryptochironomus (5)
- Denopelopia Roback & Rutter, 1988 (5)
- Derotanypus (3)
- Diamesa (65)
- Dicrotendipes (22)
- Diplocladius (1)
- Diplosmittia (1)
- Djalmabatista (1)
- Doithrix (6)
- Doncricotopus (2)
- Dratnalia (1)
- Einfeldia (7)
- Endochironomus (6)
- Endotribelos (1)
- Epoicocladius (2)
- Eretmoptera (1)
- Eukiefferiella (23)
- Eurycnemus (1)
- Euryhapsis (5)
- Fittkauimyia (1)
- Fleuria (1)
- Georthocladius (7)
- Gillotia (1)
- Glyptotendipes (23)
- Goeldichironomus (5)
- Graceus (1)
- Guttipelopia (2)
- Gymnometriocnemus (5)
- Halocladius (7)
- Harnischia (5)
- Hayesomyia (3)
- Heleniella (7)
- Helopelopia (2)
- Heterotanytarsus (4)
- Heterotrissocladius (14)
- Hudsonimyia (2)
- Hydrobaenus (22)
- Hydrosmittia (6)
- Hyporhygma (1)
- Kiefferulus (3)
- Kloosia (2)
- Krenopelopia (4)
- Krenosmittia (6)
- Labrundinia (7)
- Lappodiamesa (2)
- Lappokiefferiella (1)
- Lapposmittia (1)
- Larsia (9)
- Lasiodiamesa (8)
- Lauterborniella (1)
- Limnophyes (40)
- Lipiniella (3)
- Lipurometriocnemus (1)
- Lithotanytarsus (2)
- Lopescladius (3)
- Macropelopia (7)
- Meropelopia (2)
- Mesocricotopus (1)
- Mesosmittia (7)
- Metriocnemus (33)
- Microchironomus (4)
- Micropsectra (55)
- Microtendipes (14)
- Molleriella (1)
- Monodiamesa (8)
- Monopelopia (3)
- Nanocladius (15)
- Natarsia (4)
- Neobrillia (1)
- Neostempellina (2)
- Neozavrelia (5)
- Nilomyia (1)
- Nilotanypus (4)
- Nilothauma (5)
- Nimbocera (1)
- Odontomesa (3)
- Olecryptotendipes (1)
- Oliveridia (2)
- Omisus (2)
- Oreadomyia (1)
- Orthocladius (79)
- Pagastia (4)
- Pagastiella (3)
- Paraboreochlus (2)
- Paracladius (3)
- Paracladopelma (14)
- Paracricotopus (5)
- Parachaetocladius (3)
- Parachironomus (30)
- Parakiefferiella (21)
- Paralauterborniella (1)
- Paralimnophyes (3)
- Paramerina (9)
- Parametriocnemus (9)
- Paraphaenocladius (11)
- Parasmittia (1)
- Paratanytarsus (26)
- Paratendipes (11)
- Paratrichocladius (12)
- Paratrissocladius (2)
- Parochlus (1)
- Parorthocladius (1)
- Pentaneura (4)
- Pentaneurella (1)
- Phaenopsectra (9)
- Platysmittia (2)
- Plhudsonia (1)
- Polypedilum (74)
- Potthastia (4)
- Procladius (49)
- Prodiamesa (6)
- Propsilocerus (4)
- Prosmittia (2)
- Protanypus (7)
- Psectrocladius (36)
- Psectrotanypus (4)
- Pseudochironomus (16)
- Pseudodiamesa (5)
- Pseudokiefferiella (1)
- Pseudorthocladius (23)
- Pseudosmittia (23)
- Psilometriocnemus (2)
- Radotanypus (1)
- Rheocricotopus (19)
- Rheomyia (1)
- Rheopelopia (6)
- Rheosmittia (2)
- Rheotanytarsus (18)
- Robackia (3)
- Saetheria (3)
- Saetheriella (1)
- Schineriella (1)
- Sergentia (6)
- Skutzia (1)
- Smittia (48)
- Stackelbergina (1)
- Stelechomyia (1)
- Stempellina (8)
- Stempellinella (8)
- Stenochironomus (21)
- Stictochironomus (18)
- Stilocladius (3)
- Stygocladius (1)
- Sublettea (2)
- Sublettiella (1)
- Symbiocladius (3)
- Sympotthastia (6)
- Syndiamesa (4)
- Synendotendipes (6)
- Synorthocladius (1)
- Tanypus (15)
- Tanytarsus (77)
- Tavastia (4)
- Telmatogeton (7)
- Telmatopelopia (1)
- Telopelopia (2)
- Tethymyia (1)
- Thalassomya (2)
- Thalassosmittia (5)
- Thienemannia (6)
- Thienemanniella (16)
- Thienemannimyia (12)
- Thienemanniola (1)
- Tokunagaia (7)
- Tribelos (7)
- Trichochilus (1)
- Trichotanypus (5)
- Trissocladius (2)
- Trissopelopia (3)
- Tvetenia (8)
- Unniella (1)
- Virgatanytarsus (4)
- Vivacricotopus (2)
- Xenochironomus (1)
- Xenopelopia (3)
- Xestochironomus (2)
- Xylotopus (1)
- Zalutschia (17)
- Zavrelia (2)
- Zavreliella Kieffer, 1920 (1)
- Zavrelimyia Fittkau, 1962 (10)

## In Nederland waargenomen soorten
- Genus: Ablabesmyia
  - Ablabesmyia longistyla
  - Ablabesmyia monilis
  - Ablabesmyia phatta
- Genus: Acamptocladius
  - Acamptocladius submontanus
- Genus: Acricotopus
  - Acricotopus lucens
- Genus: Allocladius
  - Allocladius arenarius
- Genus: Anatopynia
  - Anatopynia plumipes
- Genus: Apsectrotanypus
  - Apsectrotanypus trifascipennis
- Genus: Arctopelopia
  - Arctopelopia barbitarsis
- Genus: Beckidia
  - Beckidia zabolotzkyi
- Genus: Benthalia
  - Benthalia carbonaria
  - Benthalia dissidens
- Genus: Brillia
  - Brillia bifida
  - Brillia longifurca
- Genus: Bryophaenocladius
  - Bryophaenocladius furcatus
  - Bryophaenocladius ictericus
  - Bryophaenocladius illimbatus
  - Bryophaenocladius muscicola
  - Bryophaenocladius nidorum
  - Bryophaenocladius nitidicollis
  - Bryophaenocladius subvernalis
  - Bryophaenocladius tuberculatus
  - Bryophaenocladius vernalis
  - Bryophaenocladius xanthogyne
- Genus: Camptocladius
  - Camptocladius stercorarius - (Mestdansmug)
- Genus: Cardiocladius
  - Cardiocladius fuscus
- Genus: Chaetocladius
  - Chaetocladius dentiforceps
  - Chaetocladius femineus
  - Chaetocladius laminatus
  - Chaetocladius melaleucus
  - Chaetocladius perennis
  - Chaetocladius piger
  - Chaetocladius suecicus
  - Chaetocladius tenuistylus
  - Chaetocladius vitellinus
- Genus: Chernovskiia
  - Chernovskiia macrocera
- Genus: Chironomus
  - Chironomus acutiventris
  - Chironomus annularius
  - Chironomus anthracinus
  - Chironomus aprilinus
  - Chironomus balatonicus
  - Chironomus bernensis
  - Chironomus cingulatus
  - Chironomus commutatus
  - Chironomus dorsalis
  - Chironomus entis
  - Chironomus fraternus
  - Chironomus longipes
  - Chironomus longistylus
  - Chironomus luridus
  - Chironomus melanescens
  - Chironomus melanotus
  - Chironomus muratensis
  - Chironomus nuditarsis
  - Chironomus nudiventris
  - Chironomus obtusidens
  - Chironomus pallidivittatus
  - Chironomus parathummi
  - Chironomus piger
  - Chironomus pilicornis
  - Chironomus plumosus
  - Chironomus prasinus
  - Chironomus pseudothummi
  - Chironomus riparius
  - Chironomus salinarius
  - Chironomus sororius
  - Chironomus striatus
  - Chironomus tentans
  - Chironomus uliginosus
  - Chironomus vallenduuki
  - Chironomus venustus
- Genus: Cladopelma
  - Cladopelma bicarinatum
  - Cladopelma virescens
  - Cladopelma viridulum
- Genus: Cladotanytarsus
  - Cladotanytarsus atridorsum
  - Cladotanytarsus iucundus
  - Cladotanytarsus lepidocalcar
  - Cladotanytarsus mancus
  - Cladotanytarsus nigrovittatus
  - Cladotanytarsus pallidus
  - Cladotanytarsus vanderwulpi
  - Cladotanytarsus wexionensis
- Genus: Clinotanypus
  - Clinotanypus nervosus
- Genus: Clunio
  - Clunio marinus - (Getijdenmug)
- Genus: Conchapelopia
  - Conchapelopia melanops
  - Conchapelopia pallidula
  - Conchapelopia triannulata
- Genus: Constempellina
  - Constempellina brevicosta
- Genus: Corynocera
  - Corynocera ambigua
- Genus: Corynoneura
  - Corynoneura arctica
  - Corynoneura carriana
  - Corynoneura celeripes
  - Corynoneura coronata
  - Corynoneura edwardsi
  - Corynoneura fittkaui
  - Corynoneura gratias
  - Corynoneura lacustris
  - Corynoneura lobata
  - Corynoneura minuscula
  - Corynoneura scutellata
- Genus: Cricotopus
  - Cricotopus albiforceps
  - Cricotopus annulator
  - Cricotopus arcuatus
  - Cricotopus bicinctus
  - Cricotopus brevipalpis
  - Cricotopus curtus
  - Cricotopus cylindraceus
  - Cricotopus festivellus
  - Cricotopus flavocinctus
  - Cricotopus fuscus
  - Cricotopus intersectus
  - Cricotopus laetus
  - Cricotopus laricomalis
  - Cricotopus obnixus
  - Cricotopus ornatus
  - Cricotopus pilitarsis
  - Cricotopus pilosellus
  - Cricotopus reversus
  - Cricotopus similis
  - Cricotopus sylvestris
  - Cricotopus tibialis
  - Cricotopus tremulus
  - Cricotopus triannulatus
  - Cricotopus tricinctus
  - Cricotopus trifascia
  - Cricotopus trifasciatus
  - Cricotopus vierriensis
- Genus: Cryptochironomus
  - Cryptochironomus defectus
  - Cryptochironomus denticulatus
  - Cryptochironomus obreptans
  - Cryptochironomus psittacinus
  - Cryptochironomus redekei
  - Cryptochironomus rostratus
  - Cryptochironomus supplicans
- Genus: Cryptotendipes
  - Cryptotendipes holsatus
  - Cryptotendipes nigronitens
  - Cryptotendipes pseudotener
  - Cryptotendipes usmaensis
- Genus: Demeijerea
  - Demeijerea rufipes - (Grote sponsmug)
- Genus: Demicryptochironomus
  - Demicryptochironomus vulneratus
- Genus: Diamesa
  - Diamesa insignipes
- Genus: Dicrotendipes
  - Dicrotendipes lobiger
  - Dicrotendipes nervosus
  - Dicrotendipes notatus
  - Dicrotendipes pallidicornis
  - Dicrotendipes pulsus
  - Dicrotendipes tritomus
- Genus: Diplocladius
  - Diplocladius cultriger
- Genus: Einfeldia
  - Einfeldia pagana
- Genus: Endochironomus
  - Endochironomus albipennis
  - Endochironomus lepidus - (Plompdansmug)
  - Endochironomus tendens
- Genus: Epoicocladius
  - Epoicocladius ephemerae - (Haftmug)
- Genus: Eukiefferiella
  - Eukiefferiella brevicalcar
  - Eukiefferiella claripennis
  - Eukiefferiella clypeata
  - Eukiefferiella coerulescens
  - Eukiefferiella gracei
  - Eukiefferiella ilkleyensis
- Genus: Eurycnemus
  - Eurycnemus crassipes
- Genus: Fleuria
  - Fleuria lacustris
- Genus: Georthocladius
  - Georthocladius luteicornis
- Genus: Glyptotendipes
  - Glyptotendipes barbipes
  - Glyptotendipes caulicola
  - Glyptotendipes cauliginellus
  - Glyptotendipes glaucus
  - Glyptotendipes imbecilis
  - Glyptotendipes ospeli
  - Glyptotendipes pallens
  - Glyptotendipes paripes
  - Glyptotendipes scirpi - (Rietmug)
  - Glyptotendipes signatus
  - Glyptotendipes viridis
- Genus: Graceus
  - Graceus ambiguus
- Genus: Guttipelopia
  - Guttipelopia guttipennis
- Genus: Gymnometriocnemus
  - Gymnometriocnemus brumalis
  - Gymnometriocnemus subnudus
  - Gymnometriocnemus terrestris
- Genus: Halocladius
  - Halocladius braunsi
  - Halocladius fucicola
  - Halocladius variabilis
  - Halocladius varians
- Genus: Harnischia
  - Harnischia curtilamellata
  - Harnischia fuscimana
- Genus: Heleniella
  - Heleniella ornaticollis
- Genus: Heterotanytarsus
  - Heterotanytarsus apicalis
- Genus: Heterotrissocladius
  - Heterotrissocladius marcidus
- Genus: Hydrobaenus
  - Hydrobaenus distylus
  - Hydrobaenus lugubris
  - Hydrobaenus pilipes
- Genus: Hydrosmittia
  - Hydrosmittia oxoniana
  - Hydrosmittia ruttneri
  - Hydrosmittia virgo
- Genus: Kiefferulus
  - Kiefferulus tendipediformis
- Genus: Kloosia
  - Kloosia pusilla
- Genus: Krenopelopia
  - Krenopelopia binotata
  - Krenopelopia nigropunctata
- Genus: Krenopsectra
  - Krenopsectra fallax
- Genus: Labrundinia
  - Labrundinia longipalpis
- Genus: Larsia
  - Larsia curticalcar
- Genus: Lasiodiamesa
  - Lasiodiamesa sphagnicola
- Genus: Lauterborniella
  - Lauterborniella agrayloides
- Genus: Limnophyes
  - Limnophyes asquamatus
  - Limnophyes difficilis
  - Limnophyes minimus
  - Limnophyes natalensis
  - Limnophyes pentaplastus
  - Limnophyes pumilio
  - Limnophyes punctipennis
- Genus: Lipiniella
  - Lipiniella araenicola
  - Lipiniella moderata
- Genus: Macropelopia
  - Macropelopia adaucta
  - Macropelopia nebulosa
  - Macropelopia notata
- Genus: Mesocricotopus
  - Mesocricotopus thienemanni
- Genus: Mesosmittia
  - Mesosmittia flexuella
- Genus: Metriocnemus
  - Metriocnemus albolineatus
  - Metriocnemus carmencitabertarum - (Emmermug)
  - Metriocnemus cavicola - (Boommug)
  - Metriocnemus eurynotus
  - Metriocnemus fuscipes
  - Metriocnemus hirticollis
  - Metriocnemus hygropetricus
  - Metriocnemus inopinatus
  - Metriocnemus picipes
  - Metriocnemus terrester
  - Metriocnemus tristellus
- Genus: Microchironomus
  - Microchironomus deribae
  - Microchironomus tener
- Genus: Micropsectra
  - Micropsectra apposita
  - Micropsectra aristata
  - Micropsectra atrofasciata
  - Micropsectra junci
  - Micropsectra klinki
  - Micropsectra lindrothi
  - Micropsectra notescens
  - Micropsectra pallidula
  - Micropsectra recurvata
  - Micropsectra roseiventris
- Genus: Microtendipes
  - Microtendipes britteni
  - Microtendipes chloris
  - Microtendipes diffinis
  - Microtendipes pedellus
  - Microtendipes rydalensis
  - Microtendipes tarsalis
- Genus: Molleriella
  - Molleriella calcarella
- Genus: Monodiamesa
  - Monodiamesa bathyphila
- Genus: Monopelopia
  - Monopelopia tenuicalcar
- Genus: Nanocladius
  - Nanocladius balticus
  - Nanocladius dichromus
  - Nanocladius distinctus
  - Nanocladius parvulus
  - Nanocladius rectinervis
- Genus: Natarsia
  - Natarsia nugax
  - Natarsia punctata
- Genus: Neozavrelia
  - Neozavrelia cuneipennis
  - Neozavrelia fuldensis
- Genus: Nilotanypus
  - Nilotanypus dubius
- Genus: Nilothauma
  - Nilothauma brayi
- Genus: Odontomesa
  - Odontomesa fulva
- Genus: Olecryptotendipes
  - Olecryptotendipes macropodus
- Genus: Omisus
  - Omisus caledonicus
- Genus: Orthocladius
  - Orthocladius ashei
  - Orthocladius consobrinus
  - Orthocladius dentifer
  - Orthocladius frigidus
  - Orthocladius fuscimanus
  - Orthocladius holsatus
  - Orthocladius lignicola
  - Orthocladius luteipes
  - Orthocladius oblidens
  - Orthocladius olivaceus
  - Orthocladius rhyacobius
  - Orthocladius rivicola
  - Orthocladius rivinus
  - Orthocladius rivulorum
  - Orthocladius rubicundus
  - Orthocladius ruffoi
  - Orthocladius thienemanni
  - Orthocladius wetterensis
- Genus: Pagastiella
  - Pagastiella orophila
- Genus: Parachironomus
  - Parachironomus arcuatus
  - Parachironomus biannulatus
  - Parachironomus cinctellus
  - Parachironomus frequens - (Kameelnekmug)
  - Parachironomus gracilior
  - Parachironomus mauricii - (Slakkenmug)
  - Parachironomus monochromus
  - Parachironomus parilis
  - Parachironomus swammerdami
  - Parachironomus tenuicaudatus
  - Parachironomus varus
  - Parachironomus vitiosus
- Genus: Paracladius
  - Paracladius conversus
- Genus: Paracladopelma
  - Paracladopelma camptolabis
  - Paracladopelma laminatum
  - Paracladopelma nigritulum
- Genus: Paracricotopus
  - Paracricotopus niger
- Genus: Parakiefferiella
  - Parakiefferiella bathophila
  - Parakiefferiella smolandica
- Genus: Paralauterborniella
  - Paralauterborniella nigrohalteralis
- Genus: Paralimnophyes
  - Paralimnophyes longiseta
- Genus: Paramerina
  - Paramerina cingulata
- Genus: Parametriocnemus
  - Parametriocnemus stylatus
- Genus: Paraphaenocladius
  - Paraphaenocladius impensus
  - Paraphaenocladius irritus
  - Paraphaenocladius penerasus
  - Paraphaenocladius pseudirritus
- Genus: Parapsectra
  - Parapsectra nana
  - Parapsectra styriaca
- Genus: Parasmittia
  - Parasmittia carinata
- Genus: Paratanytarsus
  - Paratanytarsus austriacus
  - Paratanytarsus dissimilis
  - Paratanytarsus grimmii
  - Paratanytarsus inopertus
  - Paratanytarsus intricatus
  - Paratanytarsus laccophilus
  - Paratanytarsus laetipes
  - Paratanytarsus lauterborni
  - Paratanytarsus tenellulus
  - Paratanytarsus tenuis
- Genus: Paratendipes
  - Paratendipes albimanus
  - Paratendipes nubilus
  - Paratendipes nudisquama
- Genus: Paratrichocladius
  - Paratrichocladius rufiventris
- Genus: Paratrissocladius
  - Paratrissocladius excerptus
- Genus: Parorthocladius
  - Parorthocladius nudipennis
- Genus: Phaenopsectra
  - Phaenopsectra flavipes
  - Phaenopsectra punctipes
- Genus: Polypedilum
  - Polypedilum acifer
  - Polypedilum albicorne
  - Polypedilum arundineti
  - Polypedilum bicrenatum
  - Polypedilum convictum
  - Polypedilum cultellatum
  - Polypedilum laetum
  - Polypedilum nubeculosum
  - Polypedilum nubifer
  - Polypedilum pedestre
  - Polypedilum pullum
  - Polypedilum scalaenum
  - Polypedilum sordens
  - Polypedilum tetracrenatum
  - Polypedilum tritum
  - Polypedilum uncinatum
- Genus: Potthastia
  - Potthastia gaedii
  - Potthastia longimanus
- Genus: Procladius
  - Procladius choreus
  - Procladius flavifrons
  - Procladius rufovittatus
  - Procladius sagittalis
  - Procladius signatus
- Genus: Prodiamesa
  - Prodiamesa olivacea
  - Prodiamesa rufovittata
- Genus: Propsilocerus
  - Propsilocerus lacustris
- Genus: Prosmittia
  - Prosmittia jemtlandica
- Genus: Psectrocladius
  - Psectrocladius barbatipes
  - Psectrocladius barbimanus
  - Psectrocladius bisetus
  - Psectrocladius brehmi
  - Psectrocladius calcaratus
  - Psectrocladius limbatellus
  - Psectrocladius obvius
  - Psectrocladius octomaculatus
  - Psectrocladius oligosetus
  - Psectrocladius oxyura
  - Psectrocladius platypus
  - Psectrocladius psilopterus
  - Psectrocladius schlienzi
  - Psectrocladius sordidellus
  - Psectrocladius ventricosus
  - Psectrocladius zetterstedti
- Genus: Psectrotanypus
  - Psectrotanypus varius
- Genus: Pseudochironomus
  - Pseudochironomus prasinatus
- Genus: Pseudorthocladius
  - Pseudorthocladius curtistylus
  - Pseudorthocladius filiformis
  - Pseudorthocladius macrovirgatus
- Genus: Pseudosmittia
  - Pseudosmittia albipennis
  - Pseudosmittia angusta
  - Pseudosmittia arenaria
  - Pseudosmittia baueri
  - Pseudosmittia brevifurcata
  - Pseudosmittia conjuncta
  - Pseudosmittia curticosta
  - Pseudosmittia danconai
  - Pseudosmittia forcipata
  - Pseudosmittia gracilis
  - Pseudosmittia holsata
  - Pseudosmittia obtusa
  - Pseudosmittia simplex
  - Pseudosmittia trilobata
- Genus: Rheocricotopus
  - Rheocricotopus atripes
  - Rheocricotopus chalybeatus
  - Rheocricotopus effusus
  - Rheocricotopus fuscipes
- Genus: Rheopelopia
  - Rheopelopia ornata
- Genus: Rheotanytarsus
  - Rheotanytarsus curtistylus
  - Rheotanytarsus muscicola
  - Rheotanytarsus pentapoda
  - Rheotanytarsus photophilus
  - Rheotanytarsus rhenanus
- Genus: Robackia
  - Robackia demeijerei
- Genus: Saetheria
  - Saetheria reissi
- Genus: Schineriella
  - Schineriella schineri
- Genus: Sergentia
  - Sergentia baueri
  - Sergentia coracina
- Genus: Smittia
  - Smittia aterrima
  - Smittia contingens
  - Smittia edwardsi
  - Smittia foliacea
  - Smittia leucopogon
  - Smittia nudipennis
  - Smittia paranudipennis
  - Smittia pratorum
  - Smittia terrestris
- Genus: Stempellina
  - Stempellina almi
  - Stempellina bausei
  - Stempellina subglabripennis
- Genus: Stempellinella
  - Stempellinella brevis
  - Stempellinella edwardsi
- Genus: Stenochironomus
  - Stenochironomus gibbus
  - Stenochironomus hibernicus
- Genus: Stictochironomus
  - Stictochironomus maculipennis
  - Stictochironomus pictulus
  - Stictochironomus sticticus
- Genus: Synendotendipes
  - Synendotendipes dispar
  - Synendotendipes impar
- Genus: Synorthocladius
  - Synorthocladius semivirens
- Genus: Tanypus
  - Tanypus kraatzi
  - Tanypus punctipennis
  - Tanypus vilipennis
- Genus: Tanytarsus
  - Tanytarsus aberrans
  - Tanytarsus bathophilus
  - Tanytarsus brundini
  - Tanytarsus buchonius
  - Tanytarsus chinyensis
  - Tanytarsus curticornis
  - Tanytarsus debilis
  - Tanytarsus dibranchius
  - Tanytarsus ejuncidus
  - Tanytarsus eminulus
  - Tanytarsus excavatus
  - Tanytarsus gracilentus
  - Tanytarsus gregarius
  - Tanytarsus heusdensis
  - Tanytarsus inaequalis
  - Tanytarsus lactescens
  - Tanytarsus lestagei
  - Tanytarsus longitarsis
  - Tanytarsus medius
  - Tanytarsus mendax
  - Tanytarsus miriforceps
  - Tanytarsus nemorosus
  - Tanytarsus nigricollis
  - Tanytarsus norvegicus
  - Tanytarsus occultus
  - Tanytarsus palettaris
  - Tanytarsus pallidicornis
  - Tanytarsus recurvatus
  - Tanytarsus signatus
  - Tanytarsus smolandicus
  - Tanytarsus striatulus
  - Tanytarsus sylvaticus
  - Tanytarsus usmaensis
  - Tanytarsus verralli
- Genus: Tavastia
  - Tavastia yggdrasilia
- Genus: Telmatogeton
  - Telmatogeton japonicus - (Japanse dansmug)
- Genus: Telmatopelopia
  - Telmatopelopia nemorum
- Genus: Telopelopia
  - Telopelopia fascigera
- Genus: Thalassosmittia
  - Thalassosmittia thalassophila
- Genus: Thienemannia
  - Thienemannia gracei
  - Thienemannia gracilis
- Genus: Thienemanniella
  - Thienemanniella acuticornis
  - Thienemanniella clavicornis
  - Thienemanniella majuscula
  - Thienemanniella obscura
  - Thienemanniella vittata
- Genus: Thienemannimyia
  - Thienemannimyia carnea
  - Thienemannimyia pseudocarnea
- Genus: Thienemanniola
  - Thienemanniola ploenensis
- Genus: Tribelos
  - Tribelos intextum
- Genus: Trissocladius
  - Trissocladius brevipalpis
- Genus: Trissopelopia
  - Trissopelopia longimanus
- Genus: Tvetenia
  - Tvetenia bavarica
  - Tvetenia calvescens
  - Tvetenia discoloripes
  - Tvetenia verralli
- Genus: Virgatanytarsus
  - Virgatanytarsus arduennensis
- Genus: Xenochironomus
  - Xenochironomus xenolabis - (Borstelneus)
- Genus: Xenopelopia
  - Xenopelopia falcigera
  - Xenopelopia nigricans
- Genus: Zalutschia
  - Zalutschia humphriesiae
- Genus: Zavrelia
  - Zavrelia pentatoma
- Genus: Zavreliella
  - Zavreliella marmorata
- Genus: Zavrelimyia
  - Zavrelimyia barbatipes
  - Zavrelimyia melanura
  - Zavrelimyia nubila